# Сулима, Аким Семёнович
Аким Семёнович Сулима (укр. Яким Семенович Сулима; 1737—1818) — малороссийский шляхтич, военный и государственный деятель Российской империи, последний генеральный судья Малороссии, наместник Полоцкий и Могилёвский, генерал-майор Русской императорской армии, тайный советник; переводчик и педагог.

## Биография
Аким Сулима родился в 1737 году в дворянской семье, происходившей из шляхты. Сын полковника Переяславского Семёна Ивановича Сулимы и Прасковьи Васильевны Савич, дочери Лубенского полковника. Воспитывался сперва в Киево-Могилянской академии, а затем в Императорском Шляхетном кадетском корпусе, куда поступил кадетом 3 ноября 1755 года.

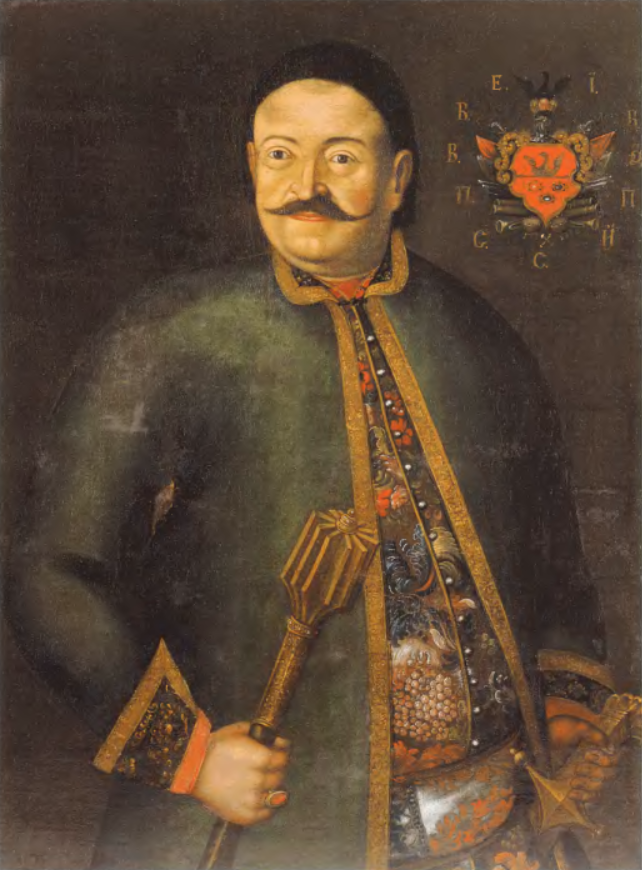
Семён Иванович Сулима, отец

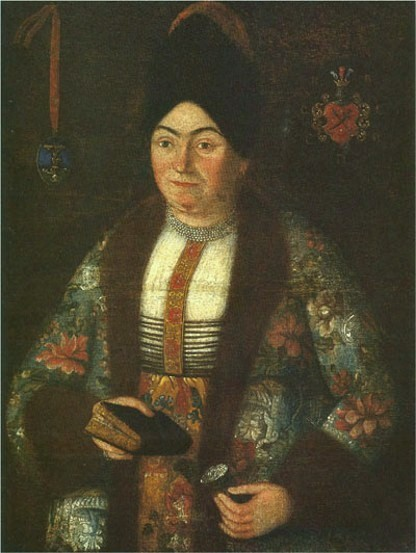
Прасковья Васильевна Сулима, мать

По окончании в 1759 году курса наук в кадетском корпусе, Аким Семёнович Сулима был награждён золотой медалью и оставлен при корпусе с чином сержанта. В 1761 году он произведён был в поручики и с этого времени по 1763 год находился при обучении 180 человек, предназначенных к выпуску в армию ружейными и сидельными мастерами. За эту службу А. С. Сулима в 1763 году был произведён в капитаны и, по определению начальства, имел «над обучением кадет наукам смотрение» по 1764 год. К этому времени относится сделанный им по поручению начальства перевод с французского языка на русский двух томов истории о маршале Тюренне; первый том этого сочинения был напечатан в типографии корпуса под заглавием: «История о виконте Тюренне. Сочинение аббата Регенета» в 1763 году, а второй — в 1766 году.
29 апреля 1764 года Аким Семёнович Сулима был произведён в премьер-майоры с переводом в Азовский пехотный полк, но через три года был вновь определён на службу при кадетском корпусе для наблюдения за обучением кадетов и для исполнения различных поручений шефа корпуса И. И. Бецкого. По указанию последнего Сулимой был составлен устав корпуса, вторая и третья части учреждения Московского воспитательного дома и план к заведению при этом доме собранной казны, ссудной казны и вдовьей казны, причём все эти труды были утверждены российской императрицей Екатериной II. Все эти акты проникнуты особыми воспитательными началами в духе просветительной философии ΧVΙΙΙ века, и чтобы составить их, нужно было быть действительно просвещенным и знающим человеком. Оставаясь на службе при корпусе, Сулима 1 февраля 1767 года был произведён в подполковники по армии и в секунд-майоры корпуса, после чего был послан Бецким «по разным делам» в Москву, откуда возвратился в начале следующего года, а 8 июня 1770 года был пожалован в чин полковника от армии.
После занятия русскими войсками в 1773 году принадлежавших Речи Посполитой белорусских земель, Сулима был выбран генерал-губернатором этой области графом З. Г. Чернышёвым «ко всем внутренним в оных губерниях распоряжениям», причём в обязанностях его лежало составление разного рода узаконений для вновь учреждаемых губерний. 9 октября 1775 года он был пожалован чином бригадира. Однако уже в 1776 году Сулима находился «сверх комплекта», при отставке же своей 28 сентября 1778 года, по ходатайству графа Чернышёва, был награждён чином генерал-майора.
Уволившись от службы, Сулима поселился в своих имениях в Малороссии, где у него было 1310 душ крестьян, и занялся хозяйством и воспитанием своих детей. Так он прожил почти двадцать лет, а когда по указу 1796 года был восстановлен в Малороссии Генеральный суд, вместо прежних судебных палат, то Сулима, избранный одним из четырёх кандидатов в генеральные судьи, был утверждён 2 мая 1797 года в этой должности по Первому департаменту с переименованием в действительные статские советники. 29 июня 1799 года был награждён орденом Святой Анны 1-й степени.
В 1802 году А. С. Сулима, с закрытием Генерального суда, вышел в отставку в чине тайного советника, причём был награждён пожизненной пенсией в 1200 рублей в год и 22 сентября 1802 года пожалован орденом Святого Владимира 2-й степени большого креста. В 1805 году был назначен колонновожатым в Свиту Его Величества по квартирмейстерской части под команду генерал-квартирмейстера П. К. фон Сухтелена, с которым присутствовал при битве под Аустерлицем.
Последние годы своей жизни Аким Семёнович Сулима провёл в своем имении Сулимовке, где и умер в 1818 году; погребён там же. Был женат на Марии Павловне Скорупа (род. 8.11.1753).
Помимо перевода истории о Тюренне, Сулима оставил также «Записку по Второму департаменту Генерального Малороссийского суда: о необходимости в прибавке канцелярских служителей и на расходы канцелярской суммы»; труд этот, помещённый в «Киевской старине», сообщает важные исторические сведения о судебной системе Малороссии.